# Johan VI av Bretagne

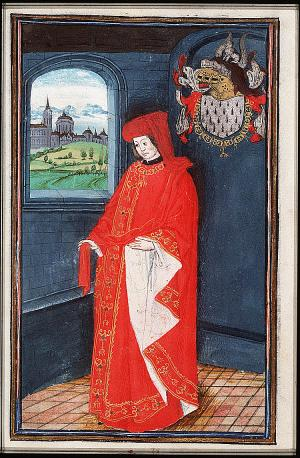
Hertig Johan VI av Bretagne.

Johan VI av Bretagne (bretonska Yann V ar Fur, franska Jean V), född 24 december 1389 i Vannes, död 29 augusti 1442 i närheten av Nantes, var en regerande hertig av Bretagne från 1399 till 1442. 